# Ásgeir Eyjólfsson
Ásgeir Eyjólfsson (* 4. Mai 1929 in Reykjavík; † 21. April 2021) war ein isländischer Skirennläufer.

## Werdegang
Ásgeir startete auf Vereinsebene für Glímufélagið Ármann aus Reykjavík. Im Februar 1952 nahm er an den alpinen Skiwettbewerben bei den Olympischen Winterspielen im norwegischen Oslo teil. Im Riesenslalom kam der zu diesem Zeitpunkt 22 Jahre alte Isländer nach 3:06,4 min als 63. unter 83 Startern ins Ziel. Am Folgetag erreichte Ásgeir im Abfahrtsrennen in 3:08,3 min den 52. Platz bei 81 gestarteten Läufern. Beim abschließenden Slalom am 19. Februar qualifizierte sich Ásgeir als einziger Landsmann für den zweiten Lauf der besten 33. Nach kumulierten 2:16,1 min wurde er 27. und erreichte damit sein bestes olympisches Resultat.